# Glyptotendipes barbipes
Glyptotendipes barbipes är en tvåvingeart som först beskrevs av Rasmus Carl Staeger 1839.  Glyptotendipes barbipes ingår i släktet Glyptotendipes och familjen fjädermyggor. Det är osäkert om arten förekommer i Sverige. Inga underarter finns listade i Catalogue of Life.